# Bodrog (Somogy)
Pour les articles homonymes, voir Bodrog (homonymie).
Bodrog est un village et une commune du comitat de Somogy en Hongrie.